# Divisione No. 4 (Saskatchewan)
La Divisione No. 4 è una divisione censuaria del Saskatchewan, Canada di 11.086 abitanti.

## Comunità
- Town
  - Eastend
  - Maple Creek
  - Shaunavon
- Villaggi
  - Admiral
  - Bracken
  - Cadillac
  - Carmichael
  - Claydon
  - Climax
  - Consul
  - Dollard
  - Frontier
  - Neville
  - Orkney
  - Piapot
  - Robsart
  - Simmie
  - Val Marie
- Frazioni
  - Battle Creek
  - Beaver Valley
  - Belanger
  - Blumenort
  - Bracken
  - Canuck
  - Carnagh
  - Claydon
  - Cross
  - Cummings
  - Darlings Beach
  - Divide
  - East Fairwell
  - Edgell
  - Fort Walsh, National historic site
  - Garden Head
  - Govenlock
  - Hatton
  - Hillandale
  - Illerbrun
  - Instow
  - Kealey Springs
  - Klintonel
  - Lac Pelletier
  - Loomis
  - Masefield
  - Merryflat
  - Nashlyn
  - Neighbour
  - Neuhoffnung
  - Olga
  - Oxarat
  - Palisade
  - Rangeview
  - Ravenscrage
  - Rosefield
  - Scotsguard
  - Senate
  - Sidewood
  - Skull Creek
  - South Fork
  - Staynor Hall
  - Vidora
  - West Plains
  - Willow Creek
- Municipalità rurali
  - RM No. 17 Val Marie
  - RM No. 18 Lone Tree
  - RM No. 19 Frontier
  - RM No. 49 White Valley
  - RM No. 51 Reno
  - RM No. 77 Wise Creek
  - RM No. 78 Grassy Creek
  - RM No. 79 Arlington
  - RM No. 107 Lac Pelletier
  - RM No. 108 Bone Creek
  - RM No. 109 Carmichael
  - RM No. 110 Piapot
  - RM No. 111 Maple Creek
- Riserve
  - Nazione Nekaneet Cree